# Ingolf Ruhloff
Ingolf Ruhloff (* 26. September 1943) war von 1965 bis 1968 Fußballspieler für den SC Aufbau/1. FC Magdeburg in der höchsten DDR-Fußballklasse Oberliga. 1965 gewann er den DDR-Fußballpokal.
Der Gewinn des Fußballpokals war der einzige Titelgewinn, den Ruhloff erringen konnte. Im Endspiel am 8. Mai 1965, das der SC Aufbau Magdeburg mit 2:1 über den SC Motor Jena gewann, war der damals 21-Jährige als linker Mittelfeldspieler aufgeboten worden.
Begonnen hatte der spätere Mittelfeldspieler Ruhloff seine Fußball-Laufbahn bei der Betriebssportgemeinschaft Lokomotive in Halberstadt. In der Saison 1963/64 spielte er beim zweitklassigen DDR-Ligisten BSG Turbine Magdeburg und wurde von dort zu Beginn der Spielzeit 1964/65 zum frisch gekürten DDR-Pokalsieger SC Aufbau Magdeburg delegiert. Dort bestritt er am 31. Oktober 1964 in der Pokalbegegnung bei Wismut Gera (2:1) sein erstes Pflichtspiel für den Klub. Obwohl er noch bis zum Ende der Saison 1967/68 für den 1. FC Magdeburg aktiv war, kam er nur auf 21 Oberligaeinsätze und war an sechs Spielen während der Magdeburger DDR-Ligasaison 1966/67 beteiligt. Im Wettbewerb um den Europapokal der Pokalsieger 1965/66 wurde Ruhloff in den beiden Spielen der 1. Runde gegen Spora Luxembourg eingesetzt. Sein letztes Pflichtspiel für den 1. FC Magdeburg bestritt er am 25. Mai 1968, beim vorletzten Saisonpunktspiel der Oberliga, in der Begegnung 1. FCM – Rot-Weiß Erfurt (3:3).
Über Ruhloffs weiteren Weg nach dem Ausscheiden beim 1. FC Magdeburg gibt es keine gesicherten Quellen.